# Mick Doohan
Michael „Mick“ Sydney Doohan AM (* 4. Juni 1965 in Brisbane) ist ein ehemaliger australischer Motorradrennfahrer und fünffacher Weltmeister in der 500-cm³-Klasse der Motorrad-Weltmeisterschaft.

## Karriere

### Anfänge
Im Jahr 1974 saß Mick Doohan zum ersten Mal, im Alter von neun Jahren, seinem älteren Bruder Col folgend, auf einem Motorrad. In den späten 1980er Jahren stellte er sein Talent in der australischen und der japanischen Superbike-Meisterschaft und in der Saison 1988 auch in der neu geschaffenen Superbike-Weltmeisterschaft unter Beweis. Im Jahr 1989 gab er sein Debüt in der Motorradweltmeisterschaft auf einer 500er Werksmaschine als Teamkollege der Weltmeister Wayne Gardner und Eddie Lawson. Nachdem er in seinem Debütjahr Neunter wurde, verbesserte er sich stetig und schloss seine zweite Saison auf dem dritten Platz ab. In der gleichen Saison gewann er sein erstes Rennen auf dem Hungaroring beim Großen Preis von Ungarn.
1992 sah es danach aus, als sollte es Doohans Jahr werden. Er gewann fünf der ersten sieben Rennen und führte bereits mit 53 Punkten Vorsprung in der Meisterschaft. Beim achten Saisonrennen im niederländischen Assen stürzte er in der Qualifikation jedoch so schwer, dass er sich das rechte Bein brach und die Saison für ihn zu Ende war. Tatenlos gab er seine WM-Führung erst im letzten Rennen ab und wurde mit vier Punkten Rückstand Vizeweltmeister. In der folgenden Saison trat er mit erheblichem Fitnessrückstand an und konnte erst in der zweiten Saisonhälfte wieder an alte Leistungen anknüpfen. Unter dem Strich reichte es zu einem vierten Platz in der Weltmeisterschaft.

### Fünf Weltmeisterschaften in Folge
In der Saison 1994 gewann Mick Doohan neun von 14 Rennen und wurde erstmals in seiner Karriere Weltmeister in der 500-cm³-Klasse. Im Jahr darauf gelang ihm die Titelverteidigung und 1996 gewann er seinen dritten WM-Titel in Folge, dabei stand er in 15 Rennen zwölfmal auf dem Podium. 1997 gewann er seinen vierten Titel in Folge, was zuvor nur Giacomo Agostini und Mike Hailwood geschafft hatten. 1998 gewann er schließlich seinen fünften Titel in Folge. 

### Karriere-Ende
1999 begann für seine Verhältnisse die Saison mit einem vierten und einem zweiten Platz nur mittelmäßig. Im Training zum dritten Saisonlauf auf dem Circuito de Jerez in Spanien stürzte er in Kurve vier bei rund 200 km/h und brach sich erneut das, ohnehin lädierte, rechte Bein. Ihm wurden zwei Platten eingesetzt und zwölf Schrauben ins Bein gedreht. Noch vor dem Saisonende gab er seinen Rücktritt bekannt.
Bei 137 Starts in der Motorrad-WM gelangen Mick Doohan 54 Siege, 95 Podiumsplätze, 58 Pole-Positions, sowie 46 Schnellste Rennrunden. Im Jahr 2000 wurde er als erster Pilot überhaupt in die MotoGP Hall of Fame aufgenommen.
Von 2000 bis 2004 war er als Teammanager der Honda Racing Corporation (HRC) im Einsatz. Er war unter anderem daran beteiligt, mit dem Italiener Valentino Rossi seinen potenziellen fahrerischen Nachfolger zu verpflichten.

## Privates
Mick Doohans Sohn Jack (* 2003) ist Automobilrennfahrer.

## Statistik

### Erfolge
- 1991 – Sieger beim 8-Stunden-Rennen von Suzuka zusammen mit Wayne Gardner auf Honda
- 1994 – 500-cm³-Weltmeister auf Honda
- 1995 – 500-cm³-Weltmeister auf Honda
- 1996 – 500-cm³-Weltmeister auf Honda
- 1997 – 500-cm³-Weltmeister auf Honda
- 1998 – 500-cm³-Weltmeister auf Honda
- 54 Grand-Prix-Siege

### Ehrungen
- Aufnahme in die MotoGP Hall of Fame
- Aufnahme in die Australian Motorsport Hall of Fame[2]
- 1996 Ernennung zum Member des Order of Australia in Anerkennung seiner Verdienste um den Motorrennsport als zweimaliger Weltmeister.[3]

### In der Motorrad-Weltmeisterschaft
| Saison | Klasse  | Motorrad | Rennen | Siege | Podien | Poles | Punkte | Ergebnis    |
| ------ | ------- | -------- | ------ | ----- | ------ | ----- | ------ | ----------- |
| 1989   | 500 cm³ | Honda    | 12     | 0     | 1      | 0     | 81     | 9.          |
| 1990   | 500 cm³ | Honda    | 15     | 1     | 5      | 3     | 179    | 3.          |
| 1991   | 500 cm³ | Honda    | 15     | 3     | 14     | 2     | 224    | 2.          |
| 1992   | 500 cm³ | Honda    | 9      | 5     | 7      | 6     | 136    | 2.          |
| 1993   | 500 cm³ | Honda    | 13     | 1     | 6      | 4     | 156    | 4.          |
| 1994   | 500 cm³ | Honda    | 14     | 9     | 14     | 6     | 317    | Weltmeister |
| 1995   | 500 cm³ | Honda    | 13     | 7     | 10     | 9     | 248    | Weltmeister |
| 1996   | 500 cm³ | Honda    | 15     | 8     | 12     | 8     | 309    | Weltmeister |
| 1997   | 500 cm³ | Honda    | 15     | 12    | 14     | 12    | 340    | Weltmeister |
| 1998   | 500 cm³ | Honda    | 14     | 8     | 11     | 8     | 260    | Weltmeister |
| 1999   | 500 cm³ | Honda    | 2      | 0     | 1      | 0     | 33     | 17.         |
| Gesamt | Gesamt  | Gesamt   | 137    | 54    | 95     | 58    | 2283   | 5 WM-Titel  |

Grand-Prix-Siege
| Saison | Klasse  | Rennen |
| ------ | ------- | --- |
| 1990   | 500 cm³ | Ungarn |
| 1991   | 500 cm³ | Spanien Italien Osterreich |
| 1992   | 500 cm³ | Japan Australien Malaysia Spanien Deutschland                                                                                    |
| 1993   | 500 cm³ | San Marino |
| 1994   | 500 cm³ | Malaysia Spanien Osterreich Deutschland Niederlande Italien Frankreich Tschechien Argentinien                                    |
| 1995   | 500 cm³ | Australien Malaysia Italien Niederlande Frankreich Vereinigtes Konigreich Argentinien                                            |
| 1996   | 500 cm³ | Australien Indonesien Spanien Italien Frankreich Niederlande Vereinigtes Konigreich Emilia-Romagna                               |
| 1997   | 500 cm³ | Malaysia Japan Italien Osterreich Frankreich Niederlande Emilia-Romagna Deutschland Vereinigtes Konigreich Tschechien Katalonien |
| 1998   | 500 cm³ | Malaysia Italien Niederlande Deutschland Brasilien Vereinigtes Konigreich Emilia-Romagna Katalonien Australien Argentinien       |

Rekorde in der Motorrad-Weltmeisterschaft
- klassenübergreifend
  - meiste Pole-Positions in Folge: 12 (GP von Italien 1997 – GP von Australien 1997)
  - meiste Punkteplatzierungen in Folge: 37

- 500 cm³-Klasse
  - meiste Siege in einer Saison: 12 (1997)
  - meiste Pole-Positions in einer Saison: 12 (1997)
  - meiste Podestplätze in einer Saison: 14 (1994 & 1997) 1
  - meiste Punkte in einer Saison: 340 (1997)
  - größter Vorsprung auf den WM-Zweiten: 143 (1994 & 1997)

Anmerkungen:

### In der Superbike-Weltmeisterschaft
| Saison | Motorrad | Rennen | Siege | Podien | Poles | Schn. Runden | Punkte | Ergebnis |
| ------ | -------- | ------ | ----- | ------ | ----- | ------------ | ------ | -------- |
| 1988   | Yamaha   | 4      | 3     | 3      | 1     | 1            | 30     | 12.      |
| Gesamt | Gesamt   | 4      | 3     | 3      | 1     | 1            | 30     |          |